# Зохар
Зохар (хебр. זהר, сјај) класични је текст јеврејског мистицизма, настао крајем 13. века у Шпанији. Аутор највећег дела овог трактата је Моше де Леон (умро 1305). Зохар читаву стварност посматра као симболичку алузију на Божији унутрашњи живот. Учествовање у јеврејском ритуалу, али и сексуални однос мужа и жене, значе сједињење са Богом. Утицај Зохара у јудаизму је велики и често се изједначава са утицајем Танаха и Талмуда.
У новембру 2020. године издавачка кућа Метафизика покренула је пројекат објављивања комплетног Зохара на српски језик. Реч је о првом великом издавачком подухвату овог типа на нашим просторима који има за циљ објављивање целокупног дела Зохар у 23 књиге, или 23 тома. Издање Метафизике садржи оригинални текст дела на арамејском и хебрејском језику, превод изворног текста на српски језик, уз транслитерацију и објашњења свих важних делова Зохара директно с језика на којем је писан на српски језик. Српско издање Зохара такође долази са детаљним предговором делу који обилује објашњењима врло врло специфичне терминологије што прати главнину дела и кључни је сегмент за опште разумевање целине и смисла овог драгуља Јеврејског миситицизма, односно кабале.